# Bakoubli
Bakoubli  è una città e sottoprefettura della Costa d'Avorio appartenente al dipartimento di Toulépleu. Conta una popolazione di 4 013 abitanti (censimento 2014).